# Oleksandr Tkačenko (giornalista)
Oleksandr Vladyslavovyč Tkačenko (in ucraino Олекса́ндр Владисла́вович Ткаче́нко?; Kiev, 22 gennaio 1966) è un giornalista, dirigente d'azienda e politico ucraino.

## Biografia
Nato nel 1966 a Kiev si è laureato presso la facoltà di giornalismo dell'Università Nazionale Taras Ševčenko di Kiev nel 1990. Nel 2016 ha ricevuto un diploma dalla Harvard Business School nell'ambito del progetto "Business of Entertainment, Media and Sports" e nel 2018 ha concluso degli studi presso l'Institut européen d'administration des affaires di Singapore nel programma "Value Creation for Owners and Directors".

### Carriera politica
Tkačenko si è presentato alle elezioni parlamentari del 2019 con il partito Servitore del Popolo, entrando a far parte della IX legislatura della Verchovna Rada. Da parlamentare ha presieduto la Commissione sulle politiche umanitarie e dell'informazione e il Gruppo per le relazioni interparlamentari con il Regno di Norvegia.
Il 4 giugno 2020 è stato nominato Ministro della cultura e della politica dell'informazione nel governo Šmyhal'.